# Novopetrovske, Mejova
Novopetrovske (în ucraineană Новопетровське) este un sat în comuna Zoreane din raionul Mejova, regiunea Dnipropetrovsk, Ucraina.

## Demografie
Componența lingvistică a localității Novopetrovske
     Ucraineană (88,75%)
     Rusă (1,56%)
     Alte limbi (0,31%)
Conform recensământului din 2001, majoritatea populației localității Novopetrovske era vorbitoare de ucraineană (88,75%), existând în minoritate și vorbitori de rusă (1,56%).